# Chaum-van Heijst-Pfitzmann-Hashfunktion
Die Chaum-van Heijst-Pfitzmann-Hashfunktion ist eine kryptographische Hashfunktion, für die das Finden zweier Eingabewerte mit identischem Hashwert komplexitätstheoretisch mindestens so schwer ist, wie den diskreten Logarithmus zu lösen.
Sie wurde 1991 von David Chaum, Eugène van Heijst und Birgit Pfitzmann veröffentlicht.

## Definition
Sei {\displaystyle p} eine große Sophie-Germain-Primzahl mit zugehörigem {\displaystyle q={\frac {p-1}{2}}}, und seien {\displaystyle 0<\alpha ,\beta <p} Zahlen, die Primitivwurzel in {\displaystyle \in Z_{p}^{*}} repräsentieren.
Dann wird die Hashfunktion {\displaystyle h:\{0,...q-1\}^{2}\rightarrow \mathbb {Z} _{p}\setminus \{0\}} definiert als {\displaystyle h(x,y)=\alpha ^{x}\cdot \beta ^{y}\mod p} 

## Bedeutung
Findet man eine Kollision in der Hashfunktion, kann {\displaystyle \log _{\alpha }\beta } effizient berechnet werden. Wenn man weiß, dass eine effiziente Berechnung von {\displaystyle \log _{\alpha }\beta } nicht möglich ist, dann beweist das also die Sicherheit der mit {\displaystyle \alpha } und {\displaystyle \beta } gebildeten Hashfunktion.